# Brad (Hunedoara)
Brad (en húngaro: Brád) es una ciudad de Rumania en el distrito de Hunedoara.

## Geografía
Se encuentra a una altitud de 273 m s. n. m. a 432 km de la capital, Bucarest.

## Demografía
Según estimación 2012 contaba con una población de 15 794 habitantes.
| 1948  | 1956  | 1966   | 1977   | 1992   | 2002   | 2012   |
| 6 210 | 9 963 | 15 532 | 17 077 | 18 861 | 16 482 | 15 794 |